# Triraphis harrisinae
Triraphis harrisinae är en stekelart som först beskrevs av William Harris Ashmead 1889.  Triraphis harrisinae ingår i släktet Triraphis och familjen bracksteklar. Inga underarter finns listade i Catalogue of Life.